# Advenella mimigardefordensis
Advenella mimigardefordensis es una bacteria gramnegativa del género Advenella. Fue descrita en el año 2009. Su etimología hace referencia a Mimigardefordum, nombre medieval de la ciudad de Münster, Alemania. Anteriormente pertenecía al género Tetrathiobacter, que se describió en el 2005. Es aerobia e inmóvil. Tiene un tamaño de 1,5-2 μm de largo, con forma cocobacilar. Catalasa y oxidasa positivas. Temperatura de crecimiento entre 15-40 °C, óptima de 30-37 °C. Forma colonias planas, de color entre blanco y amarillo claro. Es sensible a kanamicina, gentamicina, tetraciclina y estreptomicina. Tiene un contenido de G+C de 55,1%. Se ha aislado de una muestra de compost de plantas en Alemania. 